# Nikołaj Sobol
Nikołaj Aleksandrowicz Sobol (ros. Николай Александрович Соболь; ukr. Микола Олександрович Соболь, Mykoła Ołeksandrowycz Sobol; ur. 6 lutego?/19 lutego 1910 we wsi Wełyka Rubliwka w rejonie kotelewskim, zm. w kwietniu 1991 w Kijowie) – radziecki i ukraiński komunistyczny działacz partyjny, II sekretarz KC Komunistycznej Partii Ukrainy (1963–1966).

## Życiorys
W 1929 ukończył szkołę zawodową i został technikiem w fabryce parowozów w Charkowie, a od 1931 do 1936 studiował w Politechnice Charkowskiej. W latach 1937–1941 pomocnik szefa i szef Fabryki Maszyn im. Kominternu w Charkowie, w 1939 przyjęty do WKP(b). W latach 1941–1943 kierownik warsztatu i biura kontroli technicznej w fabryce maszynowej w Niżnym Tagile, gdzie produkował czołgi. W latach 1943–1954 inżynier i główny inżynier w fabryce maszyn w Charkowie, 1954–1958 dyrektor tej fabryki. Od 21 stycznia 1956 do 10 lutego 1976 członek KC KPU, od lutego 1958 do 1960 przewodniczący sownarchozu Charkowskiego Gospodarczego Rejonu Administracyjnego, od 1960 do marca 1961 przewodniczący Sownarchozu Ukraińskiej SRR, od 2 marca 1961 do stycznia 1963 I sekretarz Komitetu Obwodowego KPU w Charkowie, od 31 października 1961 do 30 marca 1971 członek KC KPZR. Od stycznia do lipca 1963 I sekretarz Przemysłowego Obwodowego Komitetu KPU w Charkowie, a od 2 lipca 1963 do 18 marca 1966 II sekretarz KC KPU, równocześnie od 2 lipca 1963 do 31 marca 1972 członek Biura Politycznego KC KPU. Od marca 1966 do 1972 I zastępca przewodniczącego Rady Ministrów Ukraińskiej SRR, następnie na emeryturze. Deputowany do Rady Najwyższej ZSRR 6 i 7 kadencji.

## Odznaczenia i nagrody
- Order Lenina (dwukrotnie)
- Order Czerwonego Sztandaru Pracy (czterokrotnie)
- Order Czerwonej Gwiazdy (1943)
- Order „Znak Honoru”
- Nagroda Stalinowska 91951)